# Hockenheimring
O Circuito de Hockenheim (nome oficial: Hockenheimring Baden-Württemberg) é um autódromo localizado perto de Hockenheim, no estado de Baden-Württemberg, na Alemanha. É conhecido pela sua grande história na Fórmula 1, sendo um dos circuitos mais antigos que está presente na categoria atualmente.

## História

### 1932 - 1937
O Circuito de Hockenheim foi construído em 1932, utilizando estradas preexistentes na Floresta Negra. Na altura, era um circuito completamente diferente do que é atualmente, o seu nome era Hockenheimer-Dreieck. Foi neste período que o circuito apresentou a sua maior extensão de sempre, com 12,045 km de comprimento. Era uma alternativa ao Wildpark-Circuit em Karlsruhe, que ficou proibido como circuito de automobilismo pelo governo alemão. A pista era utilizada para motociclismo e em 1936, o traçado foi usado para testes da Mercedes-Benz e Auto Union. Durante este período, o circuito era corrido no sentido anti-horário.

### 1938 - 1963
Em 1938, o circuito teve uma redução no seu comprimento de quase 4,5 km, passando a ter 7,725 km de extensão e começou a ser corrido no sentido horário. O seu nome oficial também foi modificado para Kurpfalzring, nome utilizado até 1947. Foi um período muito pouco produtivo, uma vez que foi marcado pela Segunda Guerra Mundial. Em 1948, o circuito passou a denominar-se de Hockenheimring, nome ainda hoje utilizado.

### 1965 - 2001
Em 1965, o circuito foi novamente remodelado e voltou a ter o seu perímetro reduzido, quase 1 km. O aparecimento da nova autoestrada A6 separou a zona da curva Westkurve de maior parte do circuito, por isso, essa zona foi removida. Com isto, foi necessário um local novo para a grelha de partida e o edifício de boxes, que foram colocados numa reta completamente nova que unia as extremidades não removidas do circuito.
A grelha de partida não foi mais deslocada desde então, mas as alterações não ficaram por aqui. Na parte final do circuito, antes da última curva, foi edificada uma nova secção de curvas, o Motódromo, que inicia a zona do estádio (nome dado à secção que se inicia na curva Mobil 1 até à saída da reta da meta por causa das muitas bancadas presentes nessa zona, pois até hoje permitem o ambiente de um estádio).
No entanto, três anos depois, em 1968, ocorreu um acidente trágico. O piloto Jim Clark teve um acidente fatal quando disputava uma corrida de Fórmula 2.
Isto promoveu a adição de duas chicanes, no meio de cada uma das duas retas longas do circuito, o que aumentou o perímetro do circuito em 21 metros e deixou o circuito dividido em 4 retas mais o complexo do estádio.
Foi essa mesma configuração que abrigou a Fórmula 1 pela primeira vez em 1970, que até então visitara regularmente o circuito de Nürburgring e uma vez AVUS. No entanto, só em 1977 é que a Fórmula 1 regressou e fixou-se em Hockenheim, tendo apenas uma interrupção em 1985. A Fórmula 1 mudou de sede para o grande prémio alemão pois os pilotos consideraram que a configuração que Nürburgring tinha na altura já estava desadequada à Fórmula 1. Só em 1985, única interrupção do grande prémio em Hockenheim, Nürburgring sediou a Fórmula 1, mas com uma configuração atualizada.
Em 1982, Hockenheimring ganhou mais uma chicane (a Bremskurve), na Ostkurve devido ao acidente mortal de Patrick Depailler em 1980. O circuito ganhou 8 metros de perímetro com essa alteração.

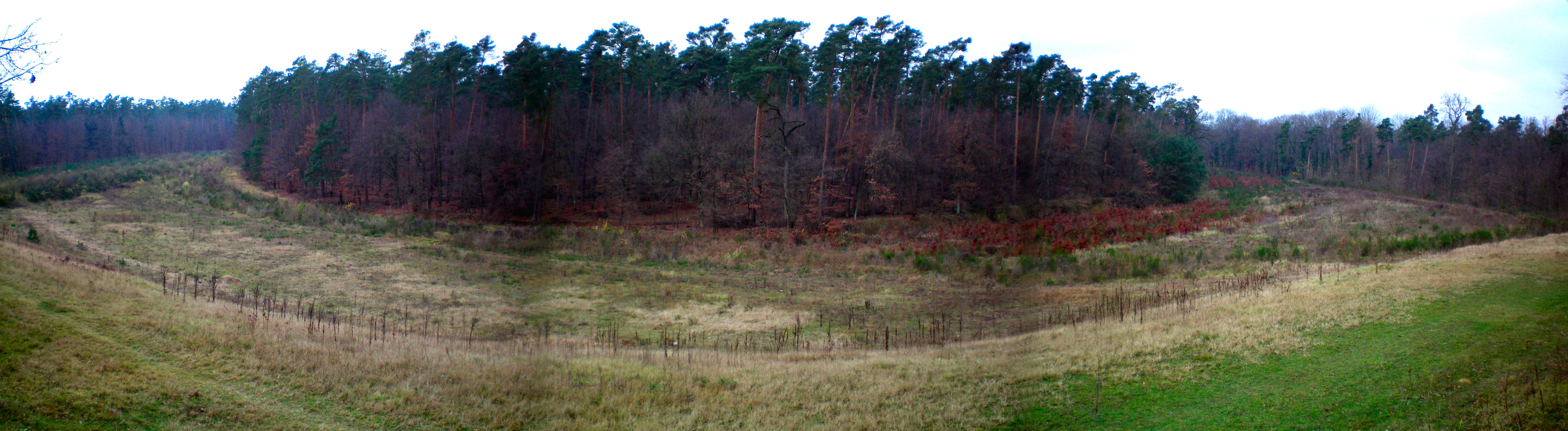
O que ficou da clássica Ostkurve

Apesar de ser um circuito muito popular, tinha as suas desvantagens. Mesmo estando longe dos 12 km que já teve, o circuito continuava a ser grande, possuindo a secção rapidíssima de 4 retas e uma zona do estádio bastante sinuosa. Isto dificultava a escolha das afinações para os carros. Se se optasse por pouca carga aerodinâmica optimizando a velocidade, tinha-se grandes problemas de tração no Motódromo. Mas melhorar as afinações para a secção do estádio diminuiria a velocidade.
Outro problema era que o fato de o circuito ser grande fazia com que uma corrida de Fórmula 1 tivesse apenas 45 voltas. Assim, os espectadores viam os carros apenas essas 45 vezes na zona do estádio. Para piorar as coisas, a maior parte das manobras de ultrapassagem realizava-se na secção rápida, onde não havia bancadas.
E ainda havia outro problema. Antes de haver reabastecimentos durante os pit stops, nomeadamente na era do Turbo, o limite de combustível foi diminuído de 220 litros para 195 em 1986 e ainda para 150 litros em 1988. Isto fazia com que uma corrida que começava com mais de 20 pilotos tivesse menos de 10 pilotos a verem a bandeira de xadrez, pois o circuito gastava imenso combustível, perto do final da corrida via-se vários pilotos a ficarem parados sem combustível.

### 2002 - 2006
Em 2000, levantaram-se grandes críticas ao circuito, aquando de uma vitória de Rubens Barrichello após ter partido de 18º lugar, numa corrida com condições bastante variáveis. Todas as ultrapassagens foram feitas nas chicanes da floresta, ou seja, os espectadores perderam a maior parte da emoção. E nesse mesmo Grande Prêmio, o francês Jean Alesi teve um acidente grave após uma colisão com Pedro Diniz.
Isto levantou protestos da FIA que exigiu que o perímetro do circuito fosse diminuído, ameaçando que a Fórmula 1 não voltaria lá, uma vez que havia uma forte concorrência de Lausitzring e outros circuitos asiáticos. Nestas circunstâncias, os autarcas de Baden-Württemberg asseguraram o financiamento para um redesenho do circuito.
Em 2002, o Grande Prêmio da Alemanha foi realizado em um Hockenheimring reduzido e com características completamente diferentes. Esta nova configuração, projetada pelo arquiteto alemão Hermann Tilke, que já fizera um trabalho do gênero com o Red Bull Ring, teve a zona do estádio intacta. No entanto, a zona que ia pela Floresta Negra foi praticamente toda removida, ficando apenas o início da primeira das retas e a última das retas, apesar de interrompida pela secção da Mercedes Arena no meio.
A grande secção removida foi desasfaltada e replantada com árvores, eliminando a hipótese de se voltar a usar. Foi uma mudança muito controversa, pois desde então existem críticas negativas ao redesenho do circuito, pois muitos acham que arruinou as características técnicas únicas do antigo traçado, dando-lhe uma linha homogênea sem as características do antigo circuito, o que proporcionou a fácil tendência a criticar outros circuitos de Hermann Tilke. Alguns nomes como Ron Dennis, Jarno Trulli e Juan Pablo Montoya são críticos do novo traçado, mostrando a sua preferência pela configuração anterior.

## Evolução do circuito
Desde a primeira configuração até os dias de hoje, Hockenheimring teve evoluções, por vezes bastante radicais.

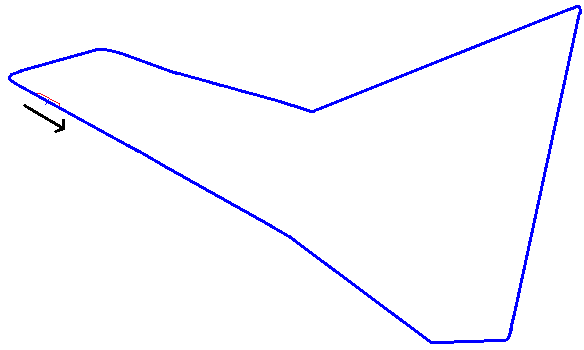
1932 até 1947 - Versão original do circuito (12,045 km)
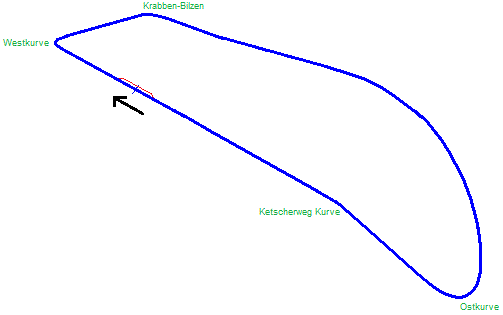
1948 até 1965 - Primeira redução do circuito e mudança para o sentido horário (7,725 km)
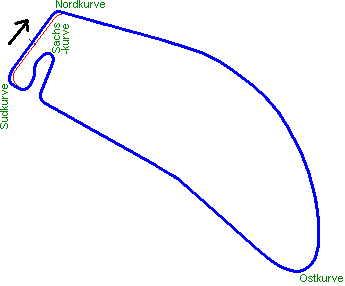
1966 até 1969 - Segunda redução do circuito, com aparecimento da nova reta da meta (6,768 km)
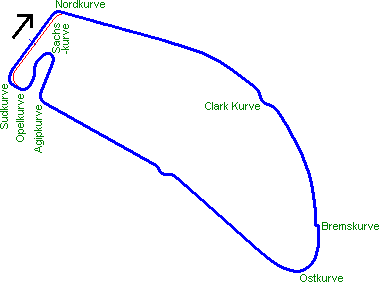
1990 até 1991 - Deslocamento da chicane de Bremskurve (6,802 km)
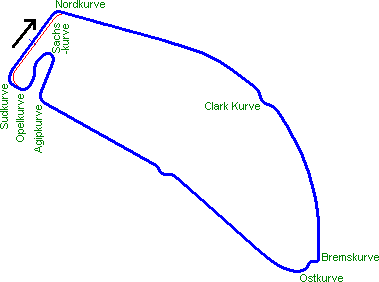
1992 até 1993 - Reposicionamento da Bremskurve e ajustes menores (6,815 km)
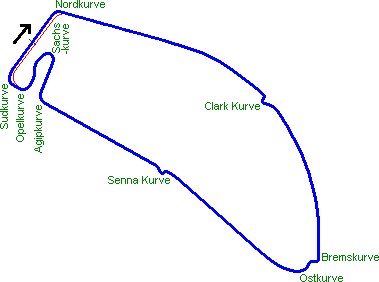
1994 até 2001 - Clark kurve e Senna kurve tornaram-se mais lentas (6,823 km)
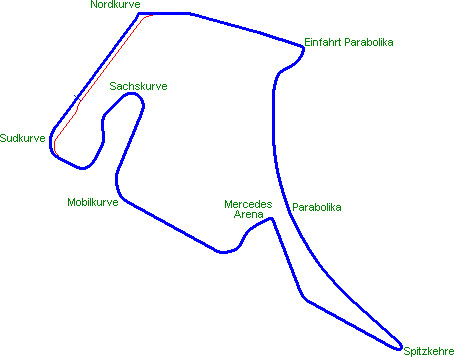
2002 - Configuração atual do circuito (4,574 km)

## Atualidade
Desde 1995 até 2006 realizaram-se duas corridas na Alemanha por temporada (GP Alemanha em Hockenheim e GP Europa ou GP Luxemburgo em Nürburgring)
No entanto, em julho de 2006, Bernie Ecclestone anunciou que a partir de 2007 só haveria uma corrida na Alemanha por ano. Desde então, as provas têm alternado anualmente entre Nürburgring e Hockenheimring
Hockenheim recebe o Grande Prêmio da Alemanha nos anos pares, tendo contrato com a FOM até 2018.

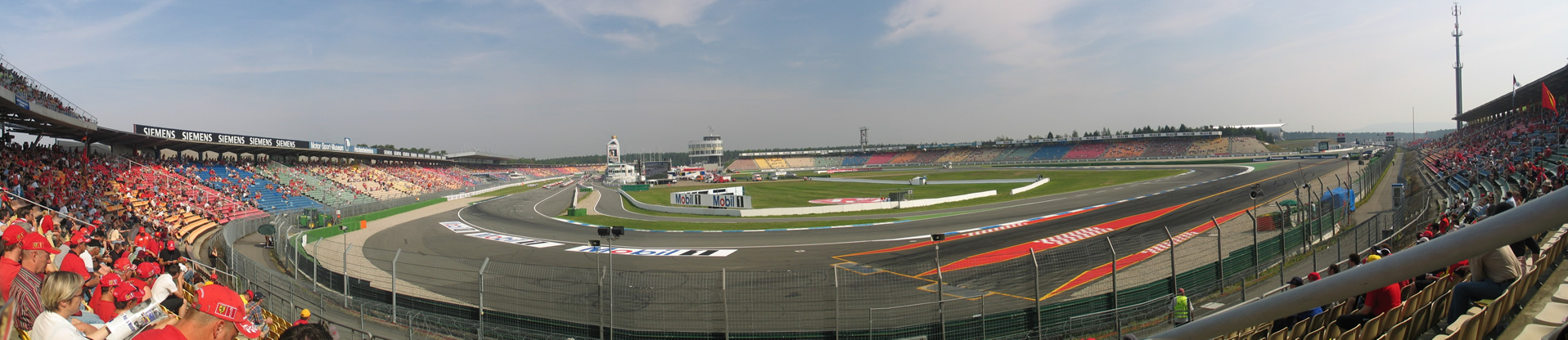
Hockenheimring visto da Südkurve da zona do estádio, com a reta da meta visível à esquerda

## Acidentes fatais
O circuito de Hockenheim passou por alguns momentos trágicos que resultaram nas seguintes mortes.
| Ano  | Piloto            |
| ---- | ----------------- |
| 1968 | Jim Clark         |
| 1972 | Bert Hawthorne    |
| 1980 | Markus Höttinger  |
| 1980 | Patrick Depailler |
| 1986 | Tony Boden        |

## Vencedores
O fundo rosa indica que a prova não teve validade para o Mundial.

### Fórmula 1
| Ano                      | Vencedor           | Chassi/Motor        | Detalhes |
| ------------------------ | ------------------ | ------------------- | -------- |
| 2019                     | Max Verstappen     | Red Bull-Honda      | Detalhes |
| 2018                     | Lewis Hamilton     | Mercedes            | Detalhes |
| Não houve em 2017        |                    |                     |          |
| 2016                     | Lewis Hamilton     | Mercedes            | Detalhes |
| Não houve em 2015        |                    |                     |          |
| 2014                     | Nico Rosberg       | Mercedes            | Detalhes |
| Não houve em 2013        |                    |                     |          |
| 2012                     | Fernando Alonso    | Ferrari             | Detalhes |
| Não houve em 2011        |                    |                     |          |
| 2010                     | Fernando Alonso    | Ferrari             | Detalhes |
| Não houve em 2009        |                    |                     |          |
| 2008                     | Lewis Hamilton     | McLaren-Mercedes    | Detalhes |
| Não houve em 2007        |                    |                     |          |
| 2006                     | Michael Schumacher | Ferrari             | Detalhes |
| 2005                     | Fernando Alonso    | Renault             | Detalhes |
| 2004                     | Michael Schumacher | Ferrari             | Detalhes |
| 2003                     | Juan Pablo Montoya | Williams-BMW        | Detalhes |
| 2002                     | Michael Schumacher | Ferrari             | Detalhes |
| 2001                     | Ralf Schumacher    | Williams-BMW        | Detalhes |
| 2000                     | Rubens Barrichello | Ferrari             | Detalhes |
| 1999                     | Eddie Irvine       | Ferrari             | Detalhes |
| 1998                     | Mika Häkkinen      | McLaren-Mercedes    | Detalhes |
| 1997                     | Gerhard Berger     | Benetton-Renault    | Detalhes |
| 1996                     | Damon Hill         | Williams-Renault    | Detalhes |
| 1995                     | Michael Schumacher | Benetton-Renault    | Detalhes |
| 1994                     | Gerhard Berger     | Ferrari             | Detalhes |
| 1993                     | Alain Prost        | Williams-Renault    | Detalhes |
| 1992                     | Nigel Mansell      | Williams-Renault    | Detalhes |
| 1991                     | Nigel Mansell      | Williams-Renault    | Detalhes |
| 1990                     | Ayrton Senna       | McLaren-Honda       | Detalhes |
| 1989                     | Ayrton Senna       | McLaren-Honda       | Detalhes |
| 1988                     | Ayrton Senna       | McLaren-Honda       | Detalhes |
| 1987                     | Nelson Piquet      | Williams-Honda      | Detalhes |
| 1986                     | Nelson Piquet      | Williams-Honda      | Detalhes |
| Não houve em 1985        |                    |                     |          |
| 1984                     | Alain Prost        | McLaren-TAG/Porsche | Detalhes |
| 1983                     | René Arnoux        | Ferrari             | Detalhes |
| 1982                     | Patrick Tambay     | Ferrari             | Detalhes |
| 1981                     | Nelson Piquet      | Brabham-Ford        | Detalhes |
| 1980                     | Jacques Laffite    | Ligier-Ford         | Detalhes |
| 1979                     | Alan Jones         | Williams-Ford       | Detalhes |
| 1978                     | Mario Andretti     | Lotus-Ford          | Detalhes |
| 1977                     | Niki Lauda         | Ferrari             | Detalhes |
| Não houve de 1972 a 1976 |                    |                     |          |
| 1971                     | Jacky Ickx         | Ferrari             | Detalhes |
| 1970                     | Jochen Rindt       | Lotus-Ford          | Detalhes |

### GP2 Series
| Ano  | Corrida 1           | Corrida 1          | Corrida 2      | Corrida 2            |
| Ano  | Vencedor            | Equipa             | Vencedor       | Equipa               |
| ---- | ------------------- | ------------------ | -------------- | -------------------- |
| 2012 | Johnny Cecotto, Jr. | Barwa Addax Team   | James Calado   | Lotus GP             |
| 2010 | Pastor Maldonado    | Rapax Team         | Giacomo Ricci  | David Price Racing   |
| 2008 | Giorgio Pantano     | Racing Engineering | Karun Chandhok | iSport International |
| 2006 | Gianmaria Bruni     | Trident Racing     | Timo Glock     | iSport International |
| 2005 | Nico Rosberg        | ART Grand Prix     | Olivier Pla    | David Price Racing   |

### GP3 Series
| Ano  | Corrida 1           | Corrida 1         | Corrida 2         | Corrida 2      |
| Ano  | Vencedor            | Equipa            | Vencedor          | Equipa         |
| ---- | ------------------- | ----------------- | ----------------- | -------------- |
| 2012 | Patric Niederhauser | Jenzer Motorsport | Mitch Evans       | MW Arden       |
| 2010 | Robert Wickens      | Status Grand Prix | Esteban Gutiérrez | ART Grand Prix |

### Por pilotos, equipes e países que mais venceram1
|          |                    |                        |
| Vitórias | Pilotos            | Edições                |
| 4        | Michael Schumacher | 1995, 2002, 2004, 2006 |
| 3        | Nelson Piquet      | 1981, 1986, 1987       |
| 3        | Ayrton Senna       | 1988, 1989, 1990       |
| 3        | Fernando Alonso    | 2005, 2010, 2012       |
| 3        | Lewis Hamilton     | 2008, 2016, 2018       |
| 2        | Nigel Mansell      | 1991, 1992             |
| 2        | Alain Prost        | 1984, 1993             |
| 2        | Gerhard Berger     | 1994, 1997             |
| 1        | Jochen Rindt       | 1970                   |
| 1        | Jacky Ickx         | 1971                   |
| 1        | Niki Lauda         | 1977                   |
| 1        | Mario Andretti     | 1978                   |
| 1        | Alan Jones         | 1979                   |
| 1        | Jacques Laffite    | 1980                   |
| 1        | Patrick Tambay     | 1982                   |
| 1        | René Arnoux        | 1983                   |
| 1        | Damon Hill         | 1996                   |
| 1        | Mika Hakkinen      | 1998                   |
| 1        | Eddie Irvine       | 1999                   |
| 1        | Rubens Barrichello | 2000                   |
| 1        | Ralf Schumacher    | 2001                   |
| 1        | Juan Pablo Montoya | 2003                   |
| 1        | Nico Rosberg       | 2014                   |

|          |            |                                                                              |
| Vitórias | Construtor | Edições                                                                      |
| 13       | Ferrari    | 1971, 1977, 1982, 1983, 1985, 1994, 1999, 2000, 2002, 2004, 2006, 2010, 2012 |
| 9        | Williams   | 1979, 1986, 1987, 1991, 1992, 1993, 1996, 2001, 2003                         |
| 7        | McLaren    | 1984, 1988, 1989, 1990, 1998, 2008, 2011                                     |
| 3        | Mercedes   | 2014, 2016, 2018                                                             |
| 2        | Lotus      | 1970, 1978                                                                   |
| 2        | Benetton   | 1995, 1997                                                                   |
| 1        | Ligier     | 1980                                                                         |
| 1        | Brabham    | 1981                                                                         |
| 1        | Renault    | 2005                                                                         |

|          |                |                                          |
| Vitórias | País           | Edições                                  |
| 7        | Brasil         | 1981, 1986, 1987, 1988, 1989, 1990, 2000 |
| 7        | Reino Unido    | 1991, 1992, 1996, 1999, 2008, 2016, 2018 |
| 6        | Alemanha       | 1995, 2001, 2002, 2004, 2006, 2014       |
| 5        | França         | 1980, 1982, 1983, 1984, 1993             |
| 4        | Áustria        | 1970, 1977, 1994, 1997                   |
| 3        | Espanha        | 2005, 2010, 2012                         |
| 1        | Bélgica        | 1971                                     |
| 1        | Estados Unidos | 1978                                     |
| 1        | Austrália      | 1979                                     |
| 1        | Finlândia      | 1998                                     |
| 1        | Colômbia       | 2003                                     |

↑1  (Última atualização: GP da Alemanha de 2018)
 
Contabilizados somente os resultados válidos pelo Mundial de Fórmula 1

## Recordes em Hockenheim
Extensão - 4.574 km
|                       | Piloto           | Chassi/Motor         | Tempo        | Ano  |
| --------------------- | ---------------- | -------------------- | ------------ | ---- |
| Pole Position         | Sebastian Vettel | Ferrari V6 Turbo     | 1min 11s 212 | 2018 |
| Melhor Volta na Prova | Kimi Räikkönen   | McLaren-Mercedes V10 | 1min 13s 780 | 2004 |

Extensão - 6.815 km (traçado antigo)
|                       | Piloto           | Chassi/Motor         | Tempo        | Ano  |
| --------------------- | ---------------- | -------------------- | ------------ | ---- |
| Pole Position         | Nigel Mansell    | Williams-Renault V10 | 1min 37s 960 | 1991 |
| Melhor Volta na Prova | Riccardo Patrese | Williams-Renault V10 | 1min 41s 591 | 1991 |